# Sally Mayara da Silva
Sally Mayara Siewerdt da Silva (Jaraguá do Sul, 4 de março de 1987) é uma piloto de bobsleigh brasileira.
Ela competiu nos Jogos Olímpicos de Inverno de 2014, realizados em Sóchi, pelo Brasil. Ela se juntou a Fabiana Santos na prova de dupla feminina, terminando em 19.º lugar.